# 스타벅스

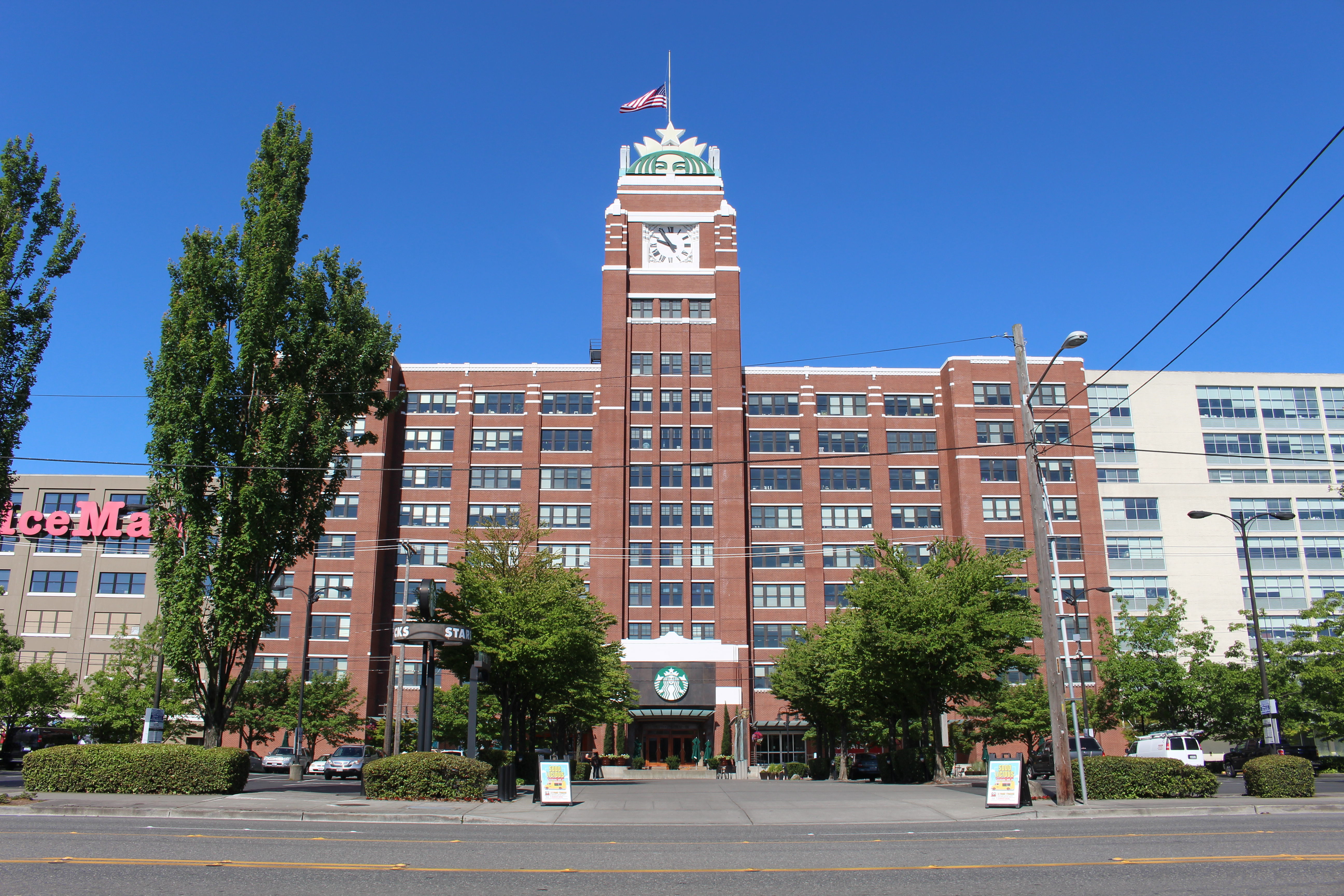
미국 워싱턴주 시애틀 스타벅스 센터의 스타벅스 본부

스타벅스(영어: Starbucks Corporation)는 세계에서 가장 큰 다국적 커피 전문점으로, 본사는 시애틀에 있다. 64개국에서 총 23,187개의 매점을 운영하고 있는데, 국가별로 미국에서 12,973개, 중국에 1,897개, 캐나다에 1,550개, 일본에는 1,088개, 영국에는 927개, 대한민국에 1,000개, 멕시코에 356개 등을 운영하고 있다. 1999년부터 스타벅스가 영업 중인 대한민국에서는 직역한 애칭인 별다방이라고도 부른다.
최초의 스타벅스 매장은 동업자 제리 볼드윈과 고든 보커, 지브 시글이 1971년에 미국 워싱턴주 시애틀에서 개점했는데, 창업 초기에는 커피 원두를 판매하는 소매점이었다. 1987년에 하워드 슐츠가 인수한 이래, 커피 전문점으로 새롭게 탄생시켰다. 스타벅스는 이후 급속도로 성장하였는데, 1990년대에는 모든 평일마다 새로운 매점을 개점했으며, 이 속도는 2000년대까지 유지가 되었다. 북아메리카 지역을 제외한 첫 개점은 1990년대 중반에 이루어졌으며, 지금은 해외 매점들이 전체 매점의 3분의 1가량 차지한다. 스타벅스는 2009년도에 해외에 900개의 새로운 매점을 개점하겠다고 선언했지만, 2008년도부터 미국에서는 300개의 매장들이 문을 닫고 있다.
드립형 커피와 각종 에스프레소 커피 외에도 차와 병음료수, 원두, 샌드위치, 샐러드, 파니니, 케이크, 그리고 보온병이나 머그컵과 같은 물품 등을 판매한다. 메뉴는 매점의 위치에 따라 조금씩 다를 수 있고, 계절에 따라 상시로 메뉴들이 바뀌기도 하며, 스타벅스 브랜드의 커피가 슈퍼마켓이나 편의점에서 판매되기도 한다. 주로 건물의 1층에 독립된 가게의 형태로 있지만, 쇼핑몰이나 은행, 서점과 함께 영업하기도 한다.

## 의미
스타벅스의 기업명은 허먼 멜빌의 소설 《백경》(Moby Dick)에 나오는 일등 항해사 '스타벅(Starbuck)'에서 유래하였다고 추측한다.

## 로고
스타벅스 로고는 그리스 신화에 나오는 세이렌(Siren)이라는 바다의 인어로, 17세기 판화를 참고로 제작했다고 한다. 세이렌은 아름답고 달콤한 노랫소리로 지나가는 배의 선원들을 유혹하여 죽게 하는 것으로 알려졌는데, 이처럼 사람들을 홀려서 스타벅스에 자주 발걸음을 하게 만들겠다는 뜻이라고 한다. 1971년 설립 당시엔 갈색 배경의 상반신이 나체인 세이렌이 로고였으나, 1987년, 1992년, 2011년 세번의 로고 변화를 거쳐 녹색 배경의 세이렌의 얼굴이 클로즈업 된 현재의 로고로 변화하였다.

## 역사

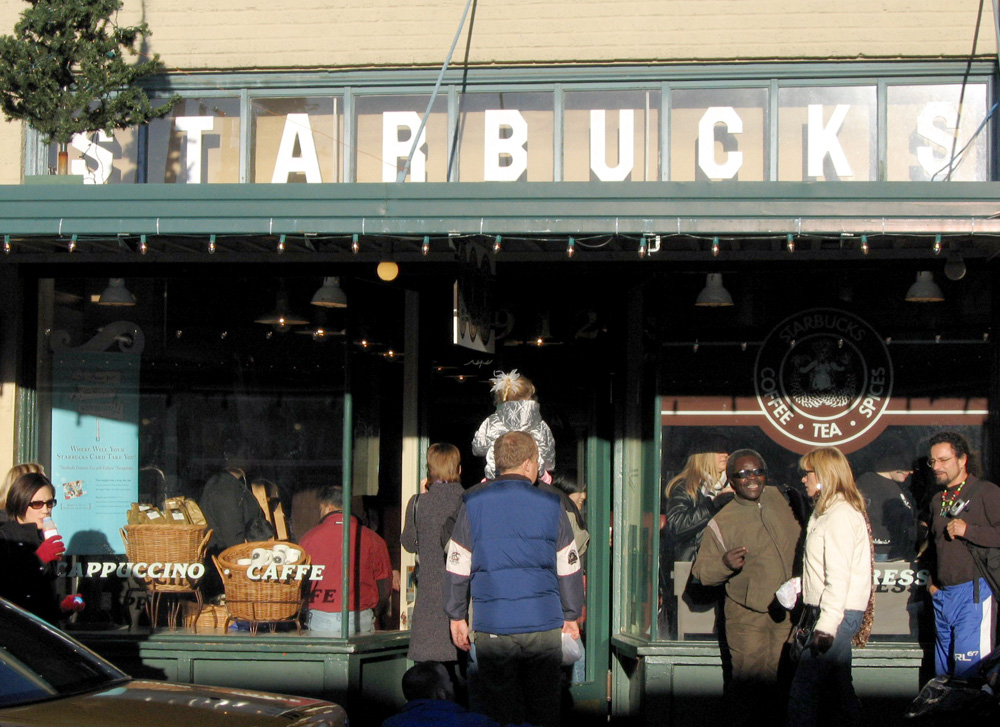
시애틀에 있는 스타벅스 1호점, 1976년에 현재의 위치로 이동해왔다.

최초의 스타벅스 매점은 1971년 미국 시애틀에서 개점하였다. 영어 교사 제리 볼드윈, 역사 과목 교사 제프 시글, 작가 고든 보커라는 세 명의 동업자가 점포를 낸 것이었다. 그들은 개인적으로 친분이 있던 알프레드 핏에게서 영감을 얻은 것이었는데, 알프레드 핏은 당시 파이크 플레이스 마켓에서 고품질 커피 원두와 장비를 판매하고 있던 업자였다. 스타벅스 1호점 매장의 위치는 1971년부터 1976년까지 웨스턴 애비뉴 2000번지였다. 이 자리에 있던 1호점 매장은 파이크 플레이스 1912번지로 나중에 이동하였다. 영업 첫해, 세 명의 동업자들은 그린(green) 커피 원두를 ‘피츠 커피 & 티’(피츠)에서 사들였으며, 나중에는 커피 원두를 커피 재배 업자에게 바로 사들이기 시작하였다.
1982년 사업가였던 하워드 슐츠가 스타벅스에 합류하였다. 밀라노로 여행을 다녀온 뒤 하워드 슐츠는 커피 원두뿐만 아니라 커피 및 에스프레소 드링크도 판매해야 한다고 주장하고 나섰다. 스타벅스의 창업주들은 그 의견에 반대하였다. 음료 시장에 진출한다는 것은 당시 스타벅스 기업의 핵심 사업에서 벗어난다는 까닭이었다. 창업주들의 생각으로는 커피란 것은 집에서 만들어 먹는 것이었다. 늘 바쁘고 편한 것을 추구하는 미국인에게라면, 커피 음료를 팔아 잇속을 챙길 수 있다고 확신한 하워드 슐츠는 1985년 “일 조르날레”(IL Giornale)라는 커피 바 체인을 차려 사업을 시작했다.
1984년 제리 볼드윈이 수장으로 있던 스타벅스사에 기회가 찾아왔다. 피츠(볼드윈은 현재 여기서 일한다)를 인수할 수 있는 기회였다. 1987년 스타벅스 창업자들은 스타벅스 체인을 슐츠의 일 기오날레에 팔아버렸다. 슐츠는 일 기오날레 매장의 브랜드를 전부 스타벅스로 재빨리 바꾸었다. 스타벅스는 크게 확장하기 시작했다. 시애틀 지역 외 매장으로서 캐나다  밴쿠버에 첫 매장을 내었다(워터프론트 역 (밴쿠버) 근처). 같은 해   시카고에도 매장을 내었다. 1992년 기업 공개를 할 당시에 스타벅스는 165개의 점포를 소유한 커피점 체인으로 성장하였다.
1995년 하워드 슐츠는 라이트 매세이를 고용하여 매장을 완전히 재디자인(redesign)하도록 시켰다. 라이트 메세이는 시너지스틱 롤아웃 프로그램을 개발하여 하루에 한 매장씩 개장하도록 함으로써 스타벅스 사가 1년에 2천만 미국 달러를 절감할 수 있도록 하였다. 매세이는 또한 크레이티브 서비스 그룹(Creative Services Group)이라는 조직을 꾸려서, 그 조직이 단일 브랜드 스토리를 갖고 브랜드 정체성을 만들도록 시켰으며 또한 매장 디자인을 해 나가도록 시켰다. 《스타벅스 성공의 비결(원제:Pour Your Heart On It)》라는 책에서 하워드 슐츠는 이렇게 밝혔다.
라이트 메세이의 목표는 우리의 경쟁자들을 뛰어넘도록, 매장 디자인을 높은 수준으로 만들어 내는 것이었다. 라이트 메세이는 시적이고 미학적인 새 디자인을 만들어 내는 것을 목표로 하였다. 풍부하고 짜임새 있으며, 충분히 강해서 스타벅스의 스토리를 잘 전달할 수 있는 디자인을 만들어 내는 것을 목표로 하였다. 색의 배치를 찔끔찔끔 바꿔본다거나 새로운 재질의 목재를 사용한다든가, 새로운 스타일의 의자를 갖다 두는 것 같은 것이 아니었다. 스타벅스에 대한 경험의 진수를 제시하려고 하였다. 라이트 메세이는 크레이티브 팀(대개 미술디자이너와 광고문안가로 형성되는 팀)을 이끌어 나갔으며, 신화 같은 것들에 근거하여 판타스틱한 이야기를 지어내기 시작하였다.

스타벅스는 그 당시 고유의 비주얼 브랜드 언어를 창조해 나갔다. 스타벅스의 비주얼 브랜드 언어는 눈에 띄는 것이었으며 또한 남들과 구별되는 것이었다. 코카콜라가 100년 이상 붉은 색을 썼고, 스펜세리언 서체를 썼으며, 녹색이 나는 병을 쓴 것과 마찬가지 식이었다. 스타벅스의 비주얼 브랜드 언어는 스타벅스 도안(graphic)의 룩 앤 필(look and feel)을 전달해 줄 수 있는 아이콘, 이야기(story), 컬러 팔레트(color palette) 등으로 구성되었다.

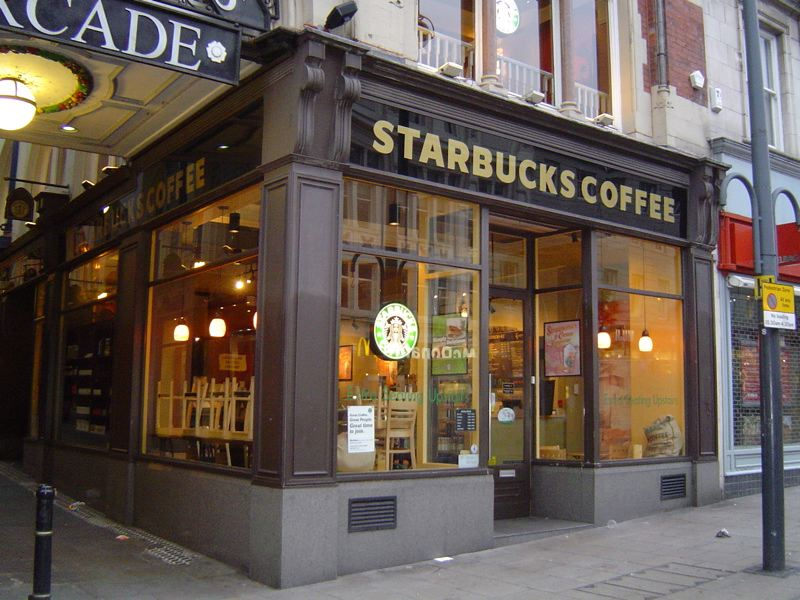
영국 리즈에 있는 스타 벅스 매장

스타벅스는 북미 지역을 뛰어넘어서 해외 최초로 일본 도쿄에서 1996년 스타벅스 매장을 냈다. 1998년에는 영국 커피점 체인 시장에 진입하였다. 60여 개의 시애틀 커피 컴패니의 매장을 인수하고 간판을 스타벅스로 바꿔달면서 말이다. 창업자인 하워드 슐츠에 의해 2000년 CEO에 임명된 오린 스미스는 경영을 맡으면서 “2005년 은퇴할 것”이라고 미리 선언한 후 염두에 둔 후임에게 착실한 경영 수업을 시켰다. 청과매매 체인인 패스마크 CEO이던 짐 도널드를 2002년 영입해 북미시장 담당 사장을 시키면서 CEO를 맡기 전까지 ‘스타벅스 사람’이 되도록 훈련시킨 것이다. 2005년 11월까지 런던에는 맨해튼에 있던 매장보다 많은 개수의 매장이 들어서 버렸다. 이 사실은 스타벅스가 국제적 브랜드로서도 성공을 이루어 냈다는 것을 의미했다.
2003년 4월, 스타벅스는 AFC 엔터프라이지즈사로부터의 시애틀 베스트 커피와 토레파키오네 이탈리아의 인수를 완료하였다. 이로써 전 세계적으로 스타벅스 매장의 개수는 6400여 개가 되었다. 2006년 9월 14일 경쟁 체인점이었던 다이드리히 커피가 그 소유의 거의 모든 점포를 스타벅스로 매각한다고 발표하였다. 이 매각은 오리건주 지역의 커피 피플 체인점을 넘기는 것을 포함했다. 스타벅스의 대변인은 다이드리히 커피와 커피 피플 매장을 스타벅스 매장으로 바꾸어 재개장할 것이라고 발표하였다.
2022년 러시아의 우크라이나 침공으로 인해 러시아에서 철수하였다.

## 마케팅
스타벅스의 고객들은 스타벅스에서 커피 한 잔을 마시는 경험이 단순히 커피 한 잔을 사 먹는 일과는 다르다고 한다. 스타벅스는 집과 일하는 곳과 다른 제 3의 장소라는 의미를 주려고 노력한다. 고객은 스타벅스에서 편하게 시간을 보내며 커피를 즐길 수 있다. 미국과 다른 나라의 모든 스타벅스에서 커피 등의 음료는 균일한 품질을 제공하는 한편 빵, 케이크, 샌드위치, 베이글 등은 각 지역의 특성에 따라 조금씩 다르다. 이를테면 중화인민공화국의 스타벅스에서는 중추절 기간에 월병을 판매하기도 한다. 또한 컵도 크기가 다른데 미국 밖의 지역에서는 대형 크기인 벤티(Venti)를 제공하지 않는 곳도 있다. 거의 모든 매장에서 금연 규칙(Non smoking)을 따르고 있는 것이 특징 가운데 하나인데, 이는 커피의 향이 담배 향과 섞이는 것을 막기 위해서라고 한다. 독일과 일본 같은 시장에서는 이 때문에 성공하지 못할 것이라는 예상을 하기도 했다. 몇몇 국가에서는 별도의 흡연 구역을 만들어 흡연하는 사람들이 이용하게 하기도 한다.
매장에서 파는 커피 뿐만 아니라 아이스크림, 차(tea) 등의 사업에도 진출하여 소매점에서 판매하고 있으며 별도로 CPG 사업부에서 이를 관리하고 있다. 대한민국에서는 커피 전문기업인 동서식품과 제휴하여 2005년부터 판매를 개시하였으며 아시아에서 가장 성장하는 사업 모델로 알려져 있다.
매장에서 근무하는 모든 종사원들은 파트타임의 비정규직이 아니라 직원들 사이에서 '파트너'라 불린다. 즉, 몇 개월을 일하든지 수평적 관계에서 근무한다. 그 예로, '닉네임'을 정해서 서로 매니저나 점장 등의 직급이 아닌 서로의 '닉네임'으로 서로를 부른다.

## 제품
| 이름   | 용량  | 특징 |
| ------ | ----- | ---- |
| 쇼트   | 237ml |      |
| 톨     | 355ml |      |
| 그란데 | 473ml |      |
| 벤티   | 591ml |      |
| 트렌타 | 916ml |      |

1994년 스타벅스는 The Coffee Connection을 인수하여 "Frappuchino" 음료의 사용, 제조, 마케팅 및 판매권을 획득했다.이 음료는 1995년에 스타벅스라는 명칭으로 발매되었고, 2012년 시점에서 스타벅스는 연간 20억 달러 이상의 Frappuchino 매출액을 자랑하고 있다.
2008년부터 탈지우유를 사용하는 저칼로리와 무설탕 음료를 제공했으며 천연 감미료(원당, 아가베 시럽, 꿀 등)와 인공 감미료 또는 무설탕 중 하나를 택해 음료의 감미를 더할 수 있도록 되어 있다.

## 위치
본사는 미국 워싱턴주 시애틀에 있으며, 2015년 1월 기준 직원 수는 3,501명이었다. 스타벅스 본사 건물의 본관은 예전에는 시어스 유통 센터였다.

### 글로벌 사업 진출
2008년에 스타벅스는 아르헨티나, 벨기에, 브라질, 불가리아, 체코, 포르투갈에 진출했다.

## 현재
스타벅스의 회장인 하워드 슐츠는 스타벅스의 급속한 성장과 소규모 기업 식의 행동 방식 지향 - 양자간의 긴장이 존재함을 언급한 바 있다(스타벅스는 전 세계적으로 4만개의 매장을 내는 것을 목표로 하고 있다).
2007년 5월 기준으로 스타벅스는 전 세계적으로 7,834개의 직영 점포를 운영하고 있다. 그 중 6,281개는 미국에 있으며 1,553개는 미국 외 지역에 있다. 합작 형태로는 5,894개의 점포가 있으며, 그 중 3,533개는 미국 내에, 2,361개는 미국 외 지역에 위치한다. 전 세계적으로 도합 13,728개의 점포가 있다.
미국이나 캐나다에서는 잡화점 체인점 내부, 공항 등지에서 스타벅스의 점포를 흔히 접할 수 있다. 심지어 로스앤젤레스같은 도시에서는 길 하나 건너 스타벅스 점포가 하나씩 있을 정도이다.
하지만 현재는 실적 악화 등으로 기업 가치가 하락하고 있다는 보도가 있다.
| 북미 및 카리브 제도 | 남미                                                      | 오세아니아-아랍(아프리카)                     | 유럽 | 아시아 |
| --- | --------------------------------------------------------- | --------------------------------------------- | --- | --- |
| - 아루바 - 바하마 - 캐나다 - 코스타리카 - 과테말라 - 자메이카 - 멕시코 - 파나마 - 트리니다드 토바고 - 미국 - 푸에르토 리코 | - 아르헨티나 - 볼리비아 - 브라질 - 칠레 - 콜롬비아 - 페루 | - 오스트레일리아 - 뉴질랜드 - 이집트 - 모로코 | - 오스트리아 - 벨기에 - 불가리아 - 키프로스 - 체코 - 덴마크 - 프랑스 - 독일 - 그리스 - 아일랜드 - 이탈리아 - 네덜란드 - 폴란드 - 포르투갈 - 루마니아 - 스페인 - 스웨덴 스톡홀름 알란다 공항 - 스위스 - 튀르키예 - 영국 - 저지섬 | - 중국 - 홍콩 - 마카오 - 타이완 - 인도 - 인도네시아 - 일본 - 요르단 - 레바논 - 쿠웨이트 - 말레이시아 - 오만 - 필리핀 - 카타르 - 사우디아라비아 - 싱가포르 - 대한민국 (이마트에서 운영) - 태국 - 아랍에미리트 - 바레인 |
| |                                                           |                                               | - 오스트리아 - 벨기에 - 불가리아 - 키프로스 - 체코 - 덴마크 - 프랑스 - 독일 - 그리스 - 아일랜드 - 이탈리아 - 네덜란드 - 폴란드 - 포르투갈 - 루마니아 - 스페인 - 스웨덴 스톡홀름 알란다 공항 - 스위스 - 튀르키예 - 영국 - 저지섬 | - 중국 - 홍콩 - 마카오 - 타이완 - 인도 - 인도네시아 - 일본 - 요르단 - 레바논 - 쿠웨이트 - 말레이시아 - 오만 - 필리핀 - 카타르 - 사우디아라비아 - 싱가포르 - 대한민국 (이마트에서 운영) - 태국 - 아랍에미리트 - 바레인 |

### 대한민국
대한민국에서 스타벅스는 1999년 이화여자대학교 앞에 처음 생겼으며, 2000년 12월 신세계와 공동 투자로 '스타벅스 코리아'를 설립했다. 2004년 7월에는 이태원에 100번째 점포를 냈으며, 2020년 기준으로 약 1,300개 이상의 점포를 운영 중이다. 신세계가 지분의 절반을 가지고 있기 때문에 신세계 상품권을 스타벅스에서 사용할 수 있다. 미국 본사가 로열티로 2007년 한 해에 가져간 금액은 70억원 정도로 추정된다. 같은 해 매출 실적은 1,344억원이고 당기 순이익은 126억원이다.
일반 매장에서 판매하는 컵커피, 캔커피는 동서식품에서 한국 판권을 독점하고 있다. 서울우유는 한국의 스타벅스 모든 매장과 컵/캔커피에 쓰이는 우유를 공급하고 있다.
스타벅스 인사점은 세계에서 최초로 로마자가 아닌 말로 간판을 단 곳으로 유명한데 이것은 인사동 주민의 반발 때문이다. 인사전통문화보존회에서는 “우리 문화 보존에 사명감을 갖고 있는 인사동 주민을 욕되게 하는 몰지각한 처사며 반문화적 영업전략”이라는 비난을 통해 지점 개설을 반대했고, 이에 대한 타협안이었다. 대한민국에는 총 6곳의 한글 간판 스타벅스(인사점, 경복궁역점, 광화문점, 안국점, 광화문역점, 북촌로점)가 운영되고 있으며 2011년 한글문화연대에서는 앞의 4개 점포(인사점, 경복궁역점, 광화문점, 안국점)를 우리말 사랑꾼으로 선정하였다.
대한민국에서는 은어로 이름의 ‘스타’에서 따와 스타벅스를 ‘별다방’으로 부르기도 한다. 대한민국에서는 커피 전문기업인 동서식품과 제휴하여 2005년부터 소매점용 커피음료 판매를 개시하였으며 아시아에서 가장 성장하는 사업 모델로 알려져 있다. 사업분야는 병커피 프라푸치노, 캔커피 더블샷, 컵커피 디스커버리즈이며, 세 가지 카테고리를 모두 시행하는 국가는 한국이 유일한 것으로 알려져 있다. 2014년 3월 25일부터 현금 IC 카드결제가 가능하다.
2018년 9월 시범 도입된 종이빨대는 2018년 11월부터 스타벅스 전국 1,300개 매장으로 확대됐다. 스타벅스는 빨대 없이 마실 수 있는 리드(컵 뚜껑)도 함께 선보였다. 스타벅스가 진출한 전 세계 78개국 가운데 모든 매장에 종이빨대를 도입한 나라는 대한한국이 처음이다.
2021 한국의 최고경영대상(지속가능경영 부문)을 수상하였다.

#### 시도별 점포수
2024년 현재 기준으로 삼는다.
| 광역 자치      | 기초 자치 점포수 | 총계    |
| -------------- | --- | ------- |
| 서울특별시     | 강남구(90), 강동구(17), 강북구(6), 강서구(27), 관악구(12), 광진구(18), 구로구(14), 금천구(13), 노원구(14), 도봉구(7), 동대문구(13), 동작구(11), 마포구(36), 서대문구(22), 서초구(49), 성동구(14), 성북구(15), 송파구(36), 양천구(17), 영등포구(43), 용산구(25), 은평구(14), 종로구(40), 중구(53), 중랑구(8)                                                    | 614개점 |
| 부산광역시     | 강서구(6), 금정구(8), 기장군(9), 남구(7), 동구(4), 동래구(9), 부산진구(19), 북구(5), 사상구(6), 사하구(6), 서구(4), 수영구(9), 연제구(8), 영도구(2), 중구(6), 해운대구(30) | 138개점 |
| 대구광역시     | 남구(6), 달서구(19), 달성군(4), 동구(14), 북구(13), 서구(1), 수성구(22), 중구(10) | 89개점  |
| 인천광역시     | 계양구(6), 남동구(12), 동구(1), 미추홀구(13), 부평구(8), 서구(13), 연수구(17), 중구(5), 강화군(1) | 76개점  |
| 광주광역시     | 광산구(18), 남구(11), 동구(9), 북구(13), 서구(16) | 57개점  |
| 대전광역시     | 대덕구(6), 동구(7), 서구(26), 유성구(20), 중구(8) | 67개점  |
| 울산광역시     | 남구(15), 동구(4), 북구(7), 중구(6), 울주군(2) | 34개점  |
| 세종특별자치시 | 세종특별자치시(14) | 14개점  |
| 경기도         | 고양시(44), 과천시(3), 광명시(11), 광주시(6), 구리시(7), 군포시(6), 김포시(18), 남양주시(17), 동두천시(3), 부천시(26), 성남시(54), 수원시(44), 시흥시(13), 안산시(11), 안성시(9), 안양시(20), 양주시(7), 여주시(5), 오산시(9), 용인시(41), 의왕시(6), 의정부시(14), 이천시(4), 파주시(13), 평택시(15), 포천시(4), 하남시(16), 화성시(32), 가평군(3), 양평군(2) | 453개점 |
| 강원특별자치도 | 춘천시(9), 원주시(11), 강릉시(7), 동해시(2), 속초시(5), 고성군(1), 홍천군(2) | 37개점  |
| 충청북도       | 청주시(24), 충주시(5), 제천시(2), 음성군(1), 진천군(1), 증평군(1) | 34개점  |
| 충청남도       | 천안시(22), 공주시(3), 계룡시(1), 보령시(2), 서산시(3), 아산시(9), 당진시(2), 논산시(2), 홍성군(2) | 46개점  |
| 전북특별자치도 | 전주시(22), 군산시(6), 익산시(5), 김제시(1), 정읍시(1), 남원시(1) | 36개점  |
| 전라남도       | 목포시(7), 광양시(3), 나주시(2), 순천시(8), 여수시(9), 무안군(2), 화순군(1) | 32개점  |
| 경상북도       | 포항시(18), 경주시(7), 경산시(11), 안동시(5), 구미시(12), 김천시(3), 영천시(1), 문경시(1), 상주시(1), 예천군(1) | 60개점  |
| 경상남도       | 창원시(32), 김해시(17), 양산시(8), 진주시(8), 통영시(2), 거제시(5), 밀양시(1), 사천시(2) | 75개점  |
| 제주특별자치도 | 제주시(20), 서귀포시(11) | 31개점  |

### 일본
1992년 12월 나리타국제공항 제2터미널의 제한구역 내에 위치한 푸드코트 내 매장으로 스타벅스가 일본에 처음으로 문을 열었다. 이 매장은 미국 호텔 체인 마리오트 인터내셔널 등이 출자한 곳에 입점한 형태였으며, 당시 스타벅스 본사는 해외 진출에 대해 부정적인 입장이었다. “당분간은 미국 내 사업에 집중할 예정이며, 해외 출점은 예외적인 사례일 뿐”이라고 밝혔고, 실제로 이 매장은 9개월 만에 철수하게 되었다.
1995년 10월 주식회사 사자비가 미국 Starbucks Coffee International, Inc.와의 합작을 통해 스타벅스커피재팬 주식회사를 설립하였다. 대표이사에는 사자비 사장의 형이었던 쓰노다 유지가 취임하였다.
1996년 8월 2일 도쿄 긴자에 일본 제1호점이 문을 열었으며, 이는 북미 지역 외 국가에서 최초로 개점한 스타벅스 매장이었다. 이후 점차 출점이 확대되었으며, 2006년에는 경제산업성 건물 내에 중앙정부 부처 첫 매장이 생겼고, 2010년에는 센다이의 매장이 지역 커뮤니티 공간으로 개방되는 등의 새로운 시도가 이어졌다.
2013년에는 법인이 시부야에서 시나가와로 본사를 이전하였고, 같은 해 5월 11일에는 국내 1,000번째 매장이자 본사 건물 1층에 위치한 메구로점을 개점하였다. 이는 미국과 캐나다 외 국가에서 1,000개 점포를 돌파한 첫 사례였다.
같은 해 12월에는 해발 2,307m의 나가노현 요코테야마 스키장 정상 부근에 ‘요코테야마 산정상점’을 개점하였다. 스타벅스 최초의 스키장 매장이며, 음료만을 제공하는 한정된 형태로 운영되었다. 개점 당시 계약상으로는 2014년 5월까지의 기간 한정 매장이었으며, 이후 연중 운영이 검토되었지만, 협의가 성사되지 않아 폐점되었다.
2014년 9월 스타벅스 본사는 일본 합작법인을 완전 자회사로 편입하기로 결정하였다. 사자비 리그는 보유 지분 전량을 공개 매각하기로 합의하였고, 같은 해 10월 31일에는 스타벅스 산하의 Solar Japan Holdings가 주식을 인수하였다. 추가 공개 매수를 통해 스타벅스는 93.62%의 지분을 확보했으며, 2015년 3월 26일 스타벅스커피재팬은 스타벅스 코퍼레이션의 완전 자회사가 되었다.

### 중화인민공화국
중국 본토(홍콩·마카오 제외)의 스타벅스 매장들은 ‘星巴克(싱바커)’라는 한자 이름으로 운영되고 있다. 중국 내 스타벅스는 중추절, 단오절 등 전통 명절에 맞춰 중국 한정 상품을 출시하는 등 현지화 전략도 활발히 펼치고 있다.
스타벅스는 1999년 베이징에 첫 매장을 열며 중국 시장에 진출했다. 이후 2000년에는 베이징 자금성 내부에도 매장을 운영했으나, 2007년 7월 4일 철수했다. 이는 같은 해 1월 중국중앙방송(CCTV)의 한 유명 아나운서가 자신의 블로그에 자금성 내 스타벅스 철수를 촉구하는 글을 올리면서 논란이 확산된 결과였다.
2020년 말 기준, 스타벅스는 중국 본토 200개 도시에 4,800개 이상의 매장을 운영하고 있었다. 2021년 현재, 전 세계에서 스타벅스 매장이 가장 많은 도시는 상하이로, 900개 이상의 매장이 위치해 있다. 그 뒤를 이어 서울에는 500개 이상, 베이징에는 400개 이상의 매장이 있다.
한편, 중국 국내 커피 브랜드들도 빠르게 성장 중이다. 2021년 상반기에는 루이싱커피(Luckin Coffee)의 매장 수가 5,239개로, 스타벅스(5,135개)를 넘어섰다.

## 사회적 인식 및 책임

### (PRODUCT)RED
스타벅스는 (PRODUCT)RED 상품을 2008년 11월에 판매하기 시작하였으며, 이로써 해마다 3,800명의 사람들을 위한 AIDS 약 공급을 지원한다.

### 개인 다회용컵 이용자 증가[20]
스타벅스커피 코리아(대표 송호섭)는 개인 다회용 컵 혜택 관련 시스템 집계가 시작된 2007년부터 올해 10월까지 15년간 데이터 분석 결과 개인 다회용 컵 사용 건수가 8189만건에 달한다고 2021년 11월 16일 밝혔다. 특히 지난 2019년부터 2021년 10월말 현재까지 최근 약 3년간 개인 다회용 컵 이용 건수는 5227만건으로 전체의 64%의 사용률이 집중되는 등 근래에 다회용 컵 이용에 대한 고객의 인식 변화가 나타나고 있는 것으로 평가받고 있다.

### 비판
스타벅스 커피가격은 다른 커피전문점 커피보다 비싸다. 그럼으로 인해 스타벅스 커피의 가격에 대해 문제를 제기하는 시사 프로그램이나 보도가 많으며, 인터넷 게시판에서도 스타벅스에 대한 불만의 글이 많다.
스타벅스가 성공한 이유 중의 하나는 약탈적 가격 행위라는 전술과 관련이 있다는 견해가 있다. 설명하자면 다음과 같다.
1. 경쟁 커피 체인점 바로 옆에 매장을 하나 세운다.
2. 경쟁 점포와 비슷한 가격을 제시해 소비자들을 끌어 모은다.
3. 경쟁 점포가 망해 버리면, 그때 가서 독단적으로 값을 다시 올려 받는다.

#### 대한민국
2000년대 이후부터 20대 여성들의 과소비 행태를 지칭하는 된장녀의 논란 가운데 스타벅스의 비싼 제품이 언론으로부터 비판을 받았다(미국의 스타벅스는 카운터에 시음할 수 있는 종이컵을 놓아두기도 하며 커피 자체도 저렴하게 팔린다).
 스타벅스 메뉴판에 저가형인 '쇼트사이즈'를 삭제하여 비판을 받기도 하였다. 스타벅스측은 “메뉴판이 복잡하다는 고객의 지적에 삭제한 것”이라고 삭제하였으나 상술이라는 지적을 받았다. 2010년 1월에는 모든 메뉴의 가격을 기습적으로 300원 인상하여 비판을 받았다. 대다수의 소비자들은 “예고도 없이 가격을 올린 회사 태도가 문제”라고 지적하였다.
또한 현재 대한민국의 스타벅스 커피 가격은 일본, 미국, 영국, 캐나다 등보다 더 비싸 세계에서 3번째로 비싸지만, 다른 커피숍들과의 가격 비교 결과 더 비싼곳도 있는 것으로 드러나 전반적인 커피숍들의 가격 거품이 심각한 것으로 드러났다.

### 광고
지난 1월부터 "고객과 파트너가 행복한 스타벅스 만들기" 예의수칙 홍보를 진행하고 있었다. 특히 공개된 홍보가 문제로 지적되고 있다. 1차 홍보에서는 묘사된 여성 고객은 두 탁자를 붙여서 혼자서 사용하고 있다, 2차 홍보는 영수증을 챙기지 않은 남자 고객이 그려져 있다. 3차 홍보에서는 매장에 반려견을 들여서 주변을 불편하게 만든 고객 역시 여성이다. 이에 소비자들은 "민폐를 끼치는 대상은 왜 전부 여성으로 묘사되어있는 것일까"라는 의견과 함께 "스타벅스 주 고객층이 여성이라서 그러지 않을까"라는 추측도 이어졌다. 이에 여성신문에 따르면 스타벅스는 "SNS에서 화제가 되는 문제를 인지하였다. 여성이라는 특정 성별을 의도하고 인물을 그린 것은 아니다" 라고 밝혔다.

### 성추행
19년 2월 서울 스타벅스 매장에서 여성 직원이 같은 지점에서 일하던 선배 직원에게 자신 허벅지 부위를 건드리는 3차례 성추행을 당하였다고 주장하였다. 일주일 뒤에 본사에 문제를 제기하였지만 여성 직원과 선배 직원은 가까이 일한 것으로 확인됐다. 선배 직원은 여성 직원 신고 2주일 후에야 정직 처분을 받고 매장을 떠나게 되었는데, 이번 성추행이 아니라 타사건에 연루되어 그와 관련된 징계였다. 결국 여성 직원 고소로 경찰 수사에 착수했지만, 선배 직원은 부인한 것으로 알려졌다. 이에 스타벅스 관계자는 "가해자 징계조치를 바로 하였여아 하지만, 객관적인 조사가 필요하기 때문에 시간이 걸렸다. 휴무일 조정을 통하여서 두 사람 근무시간이 겹치지 않게 하려고 하였지만, 1시간씩 3번 정도 겹쳤다. 바로 분리하지 못한 부분은 분명히 잘못하였다" 라고 밝혔다.
스타벅스에는 파트너를 위한 앱이 있다. 스타벅스 파트너 허브라고 하며 Android와 iPhone 모두에서 사용할 수 있다. 파트너는 앱을 통해 일정, 급여 명세서 및 혜택을 볼 수 있다. 이 앱은 파트너가 회사 뉴스 및 업데이트에 액세스하는 데 사용할 수 있다.

### 인종차별
동양인을 비하하는 "찢어진 눈"은 스타벅스 인종차별로 쓰여졌다. 12년 미국 애틀란타, 13년 스페인 세비아, 16년 독일 뮌헨, 18년 미국 필라델피아에서 애칭대신 "찢어진 눈" 이모티콘이 그려진 음료를 받았다. 18년에는 흑안 남자 2명이 음료를 주문하지 않다가 체포되었고, CEO가 사과하였다. 스타벅스는 미국 8000여 개 매장 문을 닫고 직원 교육을 진행하였다. 그러나 19년에도, 20년 7월 1일 미네소타주 스타벅스 매장에서 음료를 주문한 이야사 씨는 음료를 주문한 뒤 이름이 아닌 "ISIS"가 적힌 텁을 받았다. 그는 매장 방문 당시 히잡, 마스크를 쓰고 있었지만 "이름을 수차례 반복하였다. 바리스타가 절대 내 이름을 ISIS 라고 들었을 리 없다." 라고 밝혔다. 그리고 12일 아일랜드 더블린 스타벅스 매장에서 주문한 녹차라떼 종이컵에 "째진 눈"이 그려져 있었다. 이에 17일 아일랜드 직장관계위원회는 "스타벅스 더블린 매장에 인종차별을 당한 태국계 아일랜드인 폴리씨에게 1600만원을 배상"하라고 명령하였다. 스타벅스는 공식 홈페이지에서 "글로벌 인권" "차별 금지" 문구로 책임있는 내부 정책을 강조한다. 그러나 반복되는 인종차별 사례로 인하여서 소비자들 비판을 피해갈수는 없게 됐다.

## 사진

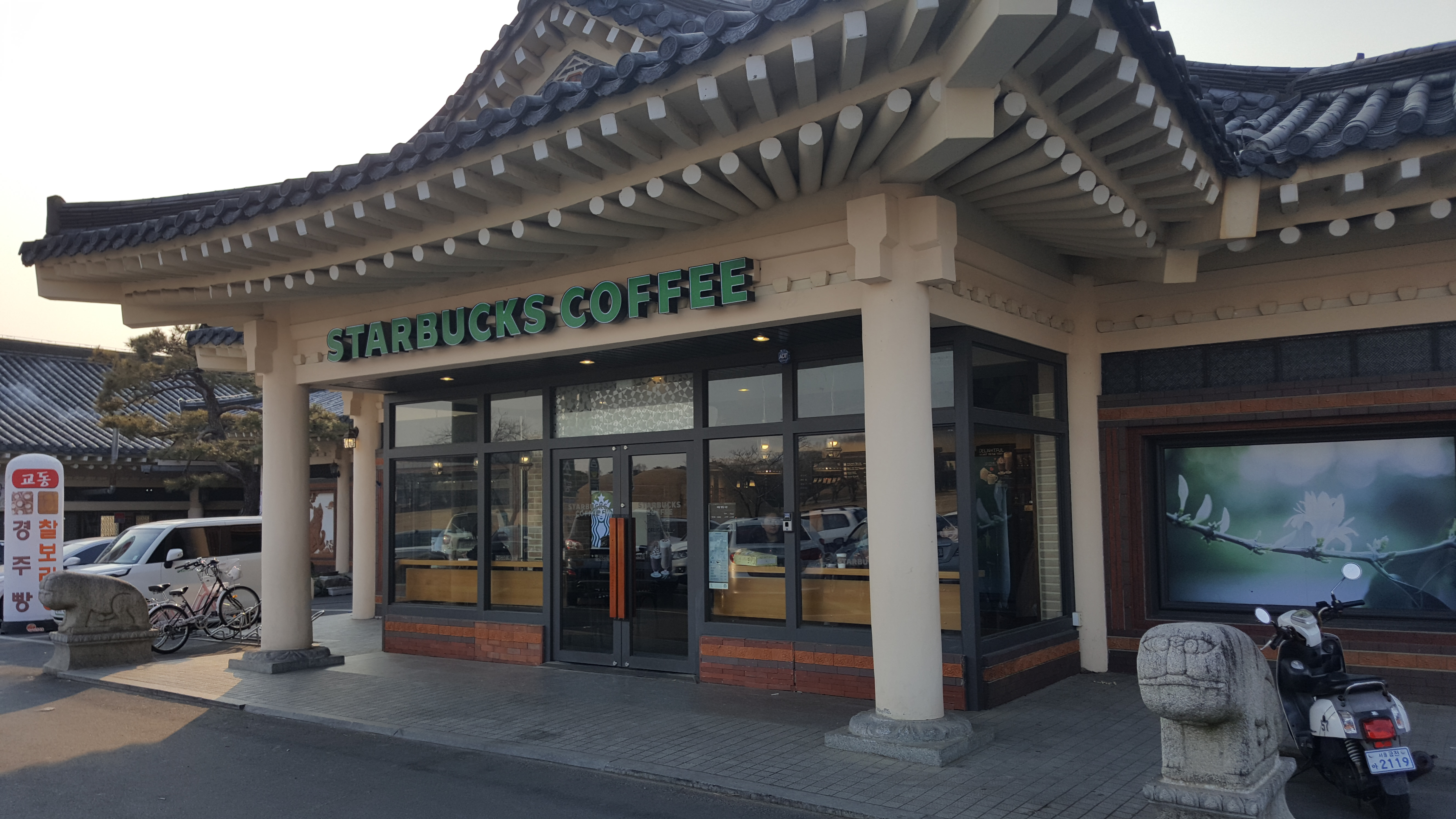
스타벅스 경주대릉원점
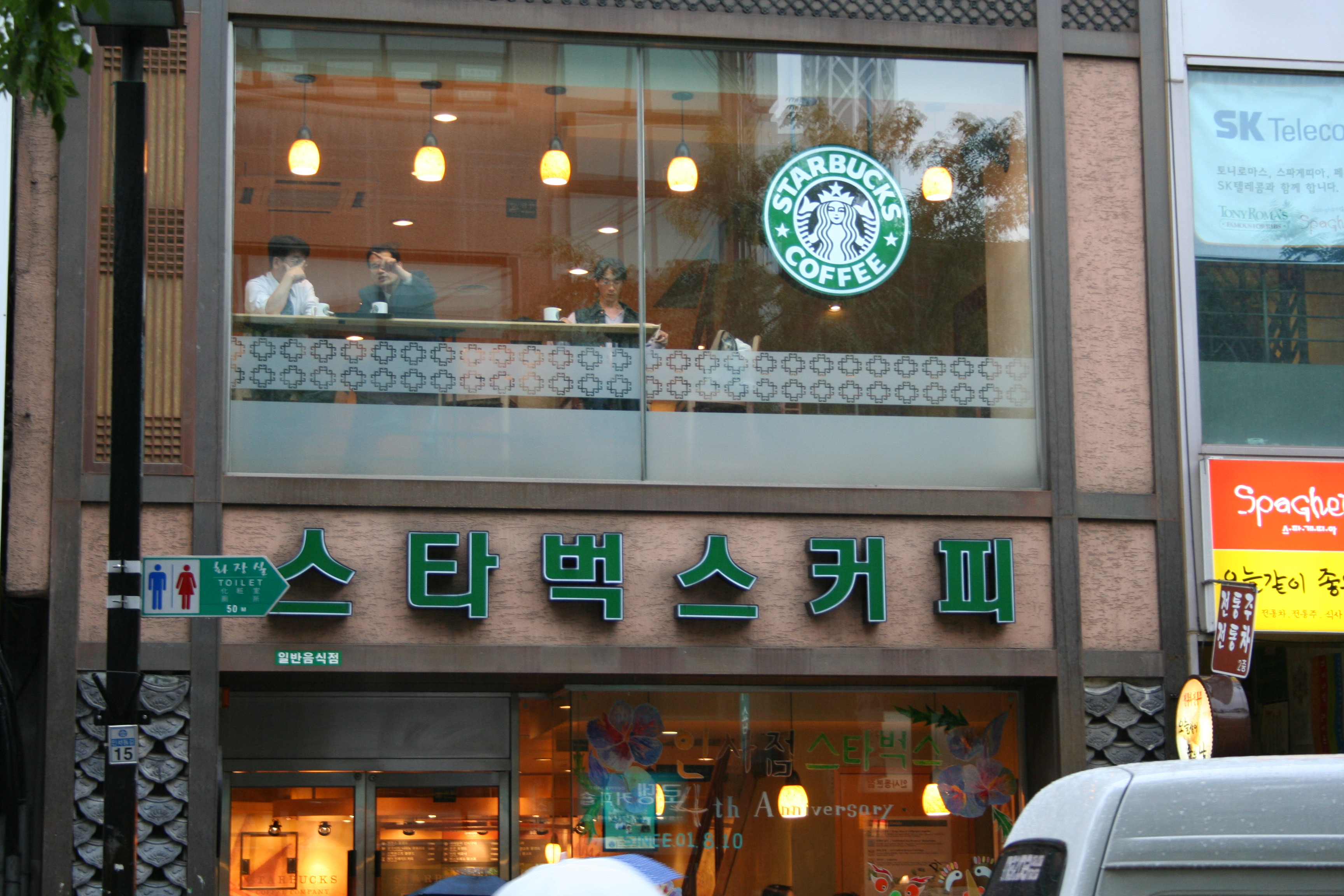
서울 인사동에 자리잡은 스타벅스 매장
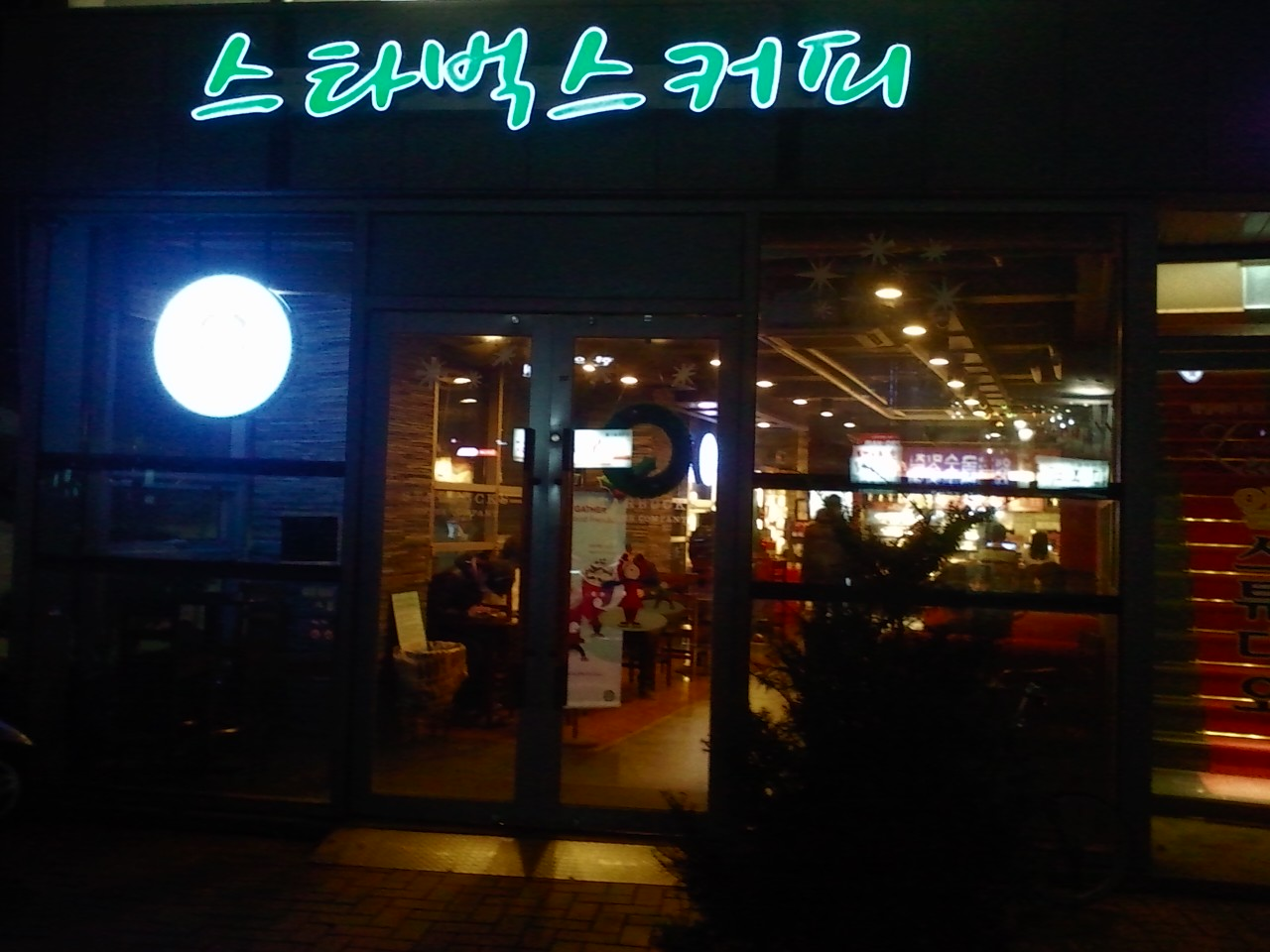
경복궁역 스타벅스
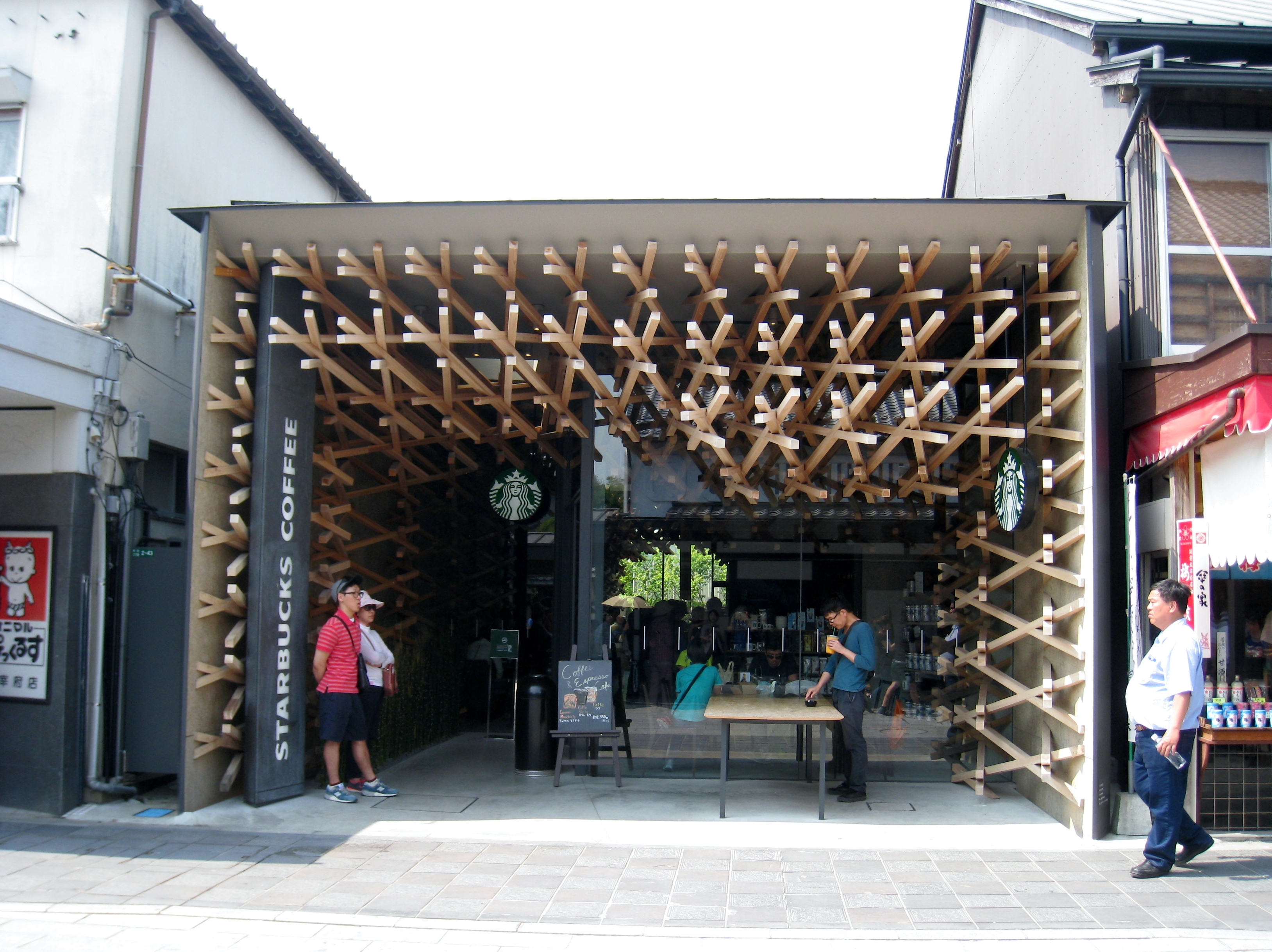
스타벅스 다자이후 오모테산도점(일본)
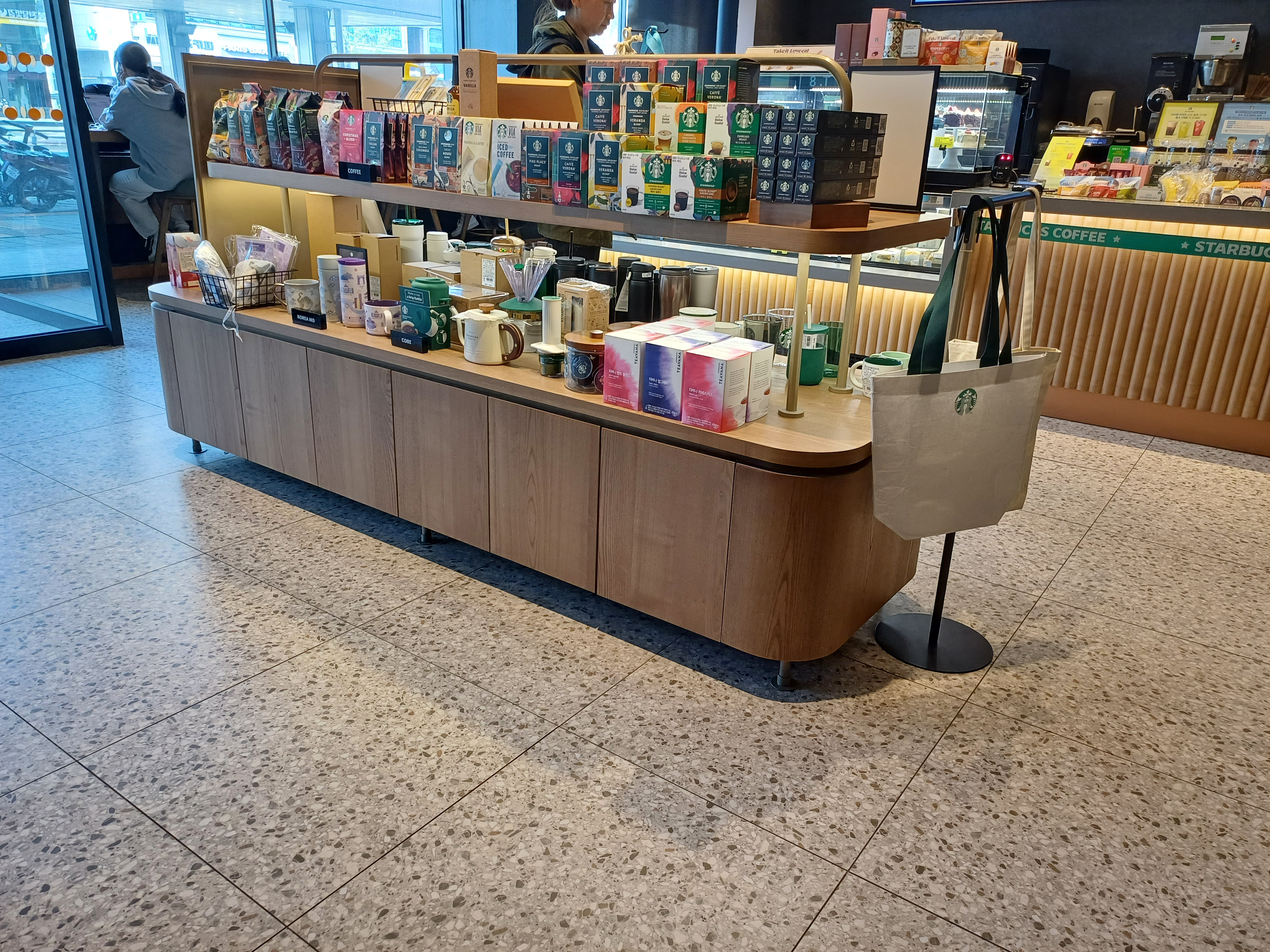
스타벅스 봉천역점 매장 내부
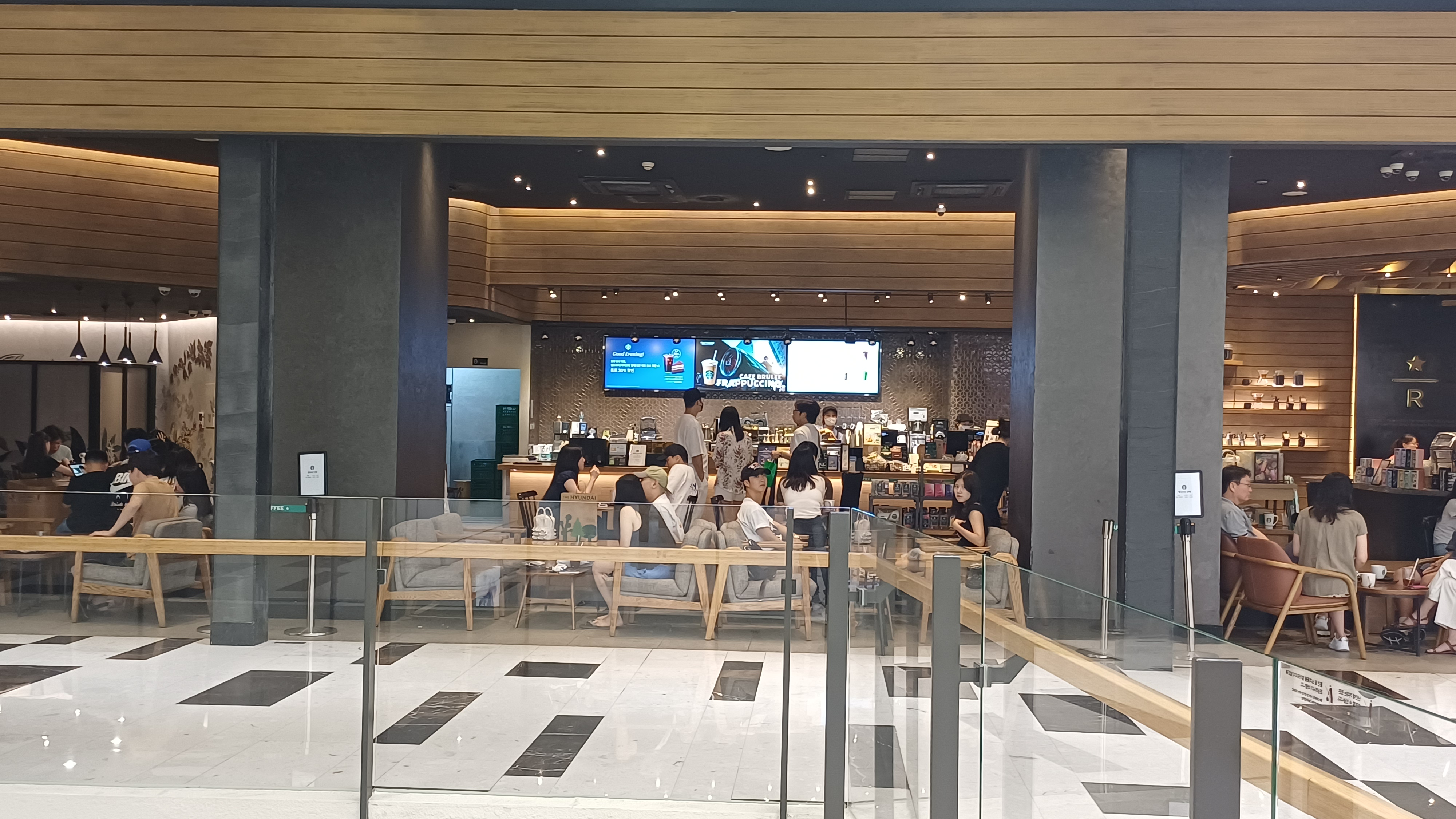
스타벅스 여의도 IFC몰 (L1) R점

## 관련 서적
- 《스타벅스 - 커피 한잔에 담긴 성공신화》, 하워드 슐츠, 홍순명 옮김, 김영사, 1999, ISBN 89-349-1798-9
- 《스타벅스 감성마케팅》, 김영한, 임희정, 넥서스, 2003, ISBN 89-89778-90-5
- 《땡큐! 스타벅스》(How Starbucks Saved My Life), 마이클 게이츠 길, 이수정 역, 세종서적 2009, ISBN 978-89-8407-295-4
- 《온워드》(onward) , 하워드 슐츠,고든 공저, 안진환,장세혁 옮김, 8.0 2011, ISBN 978-89-338-7016-7
- 《그라운드 업》(Ground up), 하워드 슐츠, 조앤 고든 공저, 안기순 옮김, 2020, ISBN 979-11-89969-28-8

## 같이 보기
- 커피
- 스타벅스 리저브
- 하워드 슐츠